# Uhrenbeweger

Beispiel eines Uhrenbewegers

Ein Uhrenbeweger ist ein mechanisches Gerät, um Automatikuhren aufzuziehen und betriebsbereit zu halten, auch wenn sie nicht getragen werden. Der Uhrenbeweger dreht die auf ihm befestigte Automatikuhr langsam um die Rotorachse. Durch die Bewegungen der Uhr kann der Aufziehmechanismus (Rotor, Hammerautomat etc.) arbeiten und die Uhr wird aufgezogen.
Dies bietet sich bei Uhren mit Complicationen an, wie zum Beispiel dem ewigen Kalender oder Mondphasenanzeige, deren Einstellen recht aufwendig sein kann. Außerdem kann so die Ganggenauigkeit einer Uhr präzise bestimmt werden, wertvolle Sammlerobjekte können so präsentierbereit gehalten werden. 
Gegen einen Uhrenbeweger spricht der mechanische Verschleiß, dem die Uhr im Betrieb zwangsläufig unterliegt.
Uhrenbeweger sind oft Sammlerstücke und entsprechend aufwendig gestaltet (mit edlen Hölzern etc.). Zum Teil sind sie mit unterschiedlichen Aufzugsprogrammen ausgestattet. Die Anzahl der Umdrehungen pro Tag und die Drehrichtung richtet sich nach der Art des automatischen Aufzugs. Automatikwerke werden meistens beidseitig mit ca. 650 bis 900 Umdrehungen pro Tag (UPT; auch englisch: TPD, „Turns Per Day“) aufgezogen. Hersteller von Uhrenbewegern liefern üblicherweise Listen, in denen die Werke und ihre Drehrichtung aufgelistet sind.